# Уордер (зона)
Уордер (сомал. Wardheer) — одна из 9 зон региона Сомали, Эфиопия. Крупнейший город также носит название Уордер.

## География
Расположена на крайнем востоке региона. Граничит с зонами Корахе (на западе), Годе (на юге) и Дэгэх-Бур (на северо-западе), а также с государством Сомали (на востоке).

## Население
По данным Центрального статистического агентства Эфиопии на 2007 год население зоны составляет 306 488 человек, из них 175 624 мужчины и 130 864 женщины. 28 784 человека или 9,39 % населения являются городскими жителями. Основная этническая группа — сомалийцы, которые составляют 99,57 % населения зоны; другие народности составляют оставшиеся 0,43 %. Сомалийский язык является родным для 99,58 % населения. 99,36 % жителей зоны исповедуют ислам.
По данным национальной переписи 1997 года население зоны насчитывало 324 308 человека, 181 566 мужчин и 142 742 женщины. Сомалийцы составляли примерно 99,9 % населения, а сомалийский язык был родным для 99,9 % жителей зоны. Уровень грамотности населения Уордера составлял всего 4,2 %.

## Административное деление
В административном отношении делится на 4 района (ворэды):
- Бох
- Данот
- Гэлади
- Уордер